# EBLM J0555-57

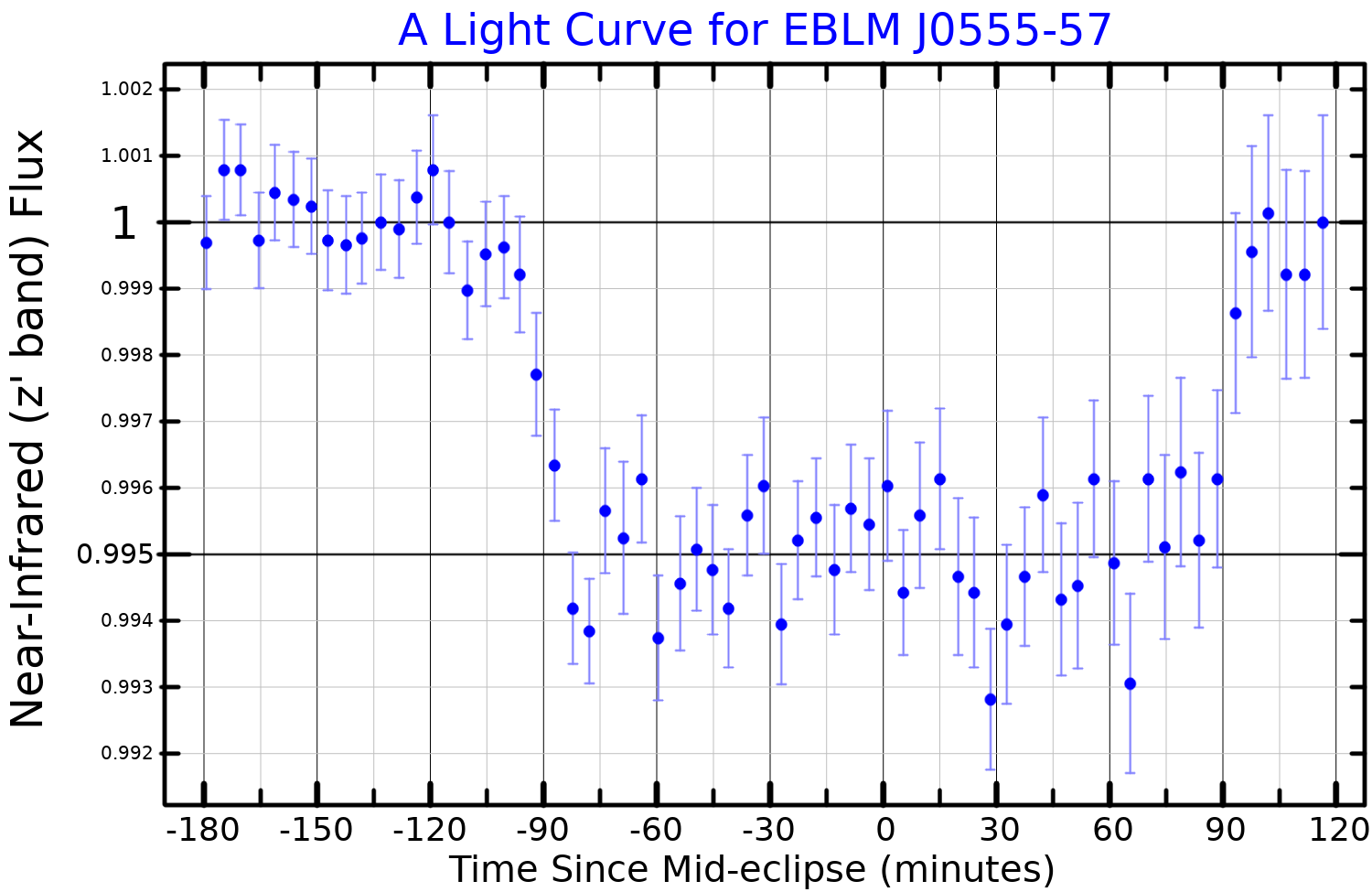
Lichtkromme van EBLM J0555-57

EBLM J0555-57, ook bekend als CD-57 1311 is een sterrensysteem bestaande uit drie sterren. De twee grootste sterren (EBLM J0555-57A en B) vormen een visuele dubbelster (gescheiden door 2,5 boogseconden) en om 57A draait een rode dwerg. Voor zover bekend, kent het stersysteem geen planeten. 57Ab is, voor zover bekend, de kleinste ster in het bekende universum.

## Systeem
Ten tijde van de ontdekking van de dubbelster EBLM J0555-57 waren alleen de twee hoofdsterren zichtbaar. Deze twee hoofdsterren zijn van het formaat van de Zon. Hoe het kan dat de drie zeer sterk in massa verschillende sterren bij elkaar terecht zijn gekomen is niet bekend. Zeer waarschijnlijk is 57Ab als rode dwerg ontstaan in het systeem en is deze niet gekrompen tot het huidige formaat. Deze ster heeft een baan van bijna 8 dagen rondom 57A.

## Ontdekking rode dwerg
In 2017 werd bij EBLM J0555-57A een eclips waargenomen. Hieruit bleek dus dat er een ander astronomisch object om deze ster draait. De onderzoekers dachten op dat moment dat het om een planeet moest gaan. De hoeveelheid licht die het object van zijn moederster wegnam was daarmee ook vergelijkbaar. Bij het opmeten van de massa van het object, dat kan gedaan worden door naar het geblokkeerde licht te kijken, bleek echter dat het om een zeer zwaar object zou gaan. Het object heeft ongeveer 85 keer de massa van Jupiter en dat is weer zo'n dergelijke massa dat het onmogelijk een planeet kan zijn. Het gaat dus om een zeer kleine ster, deze kreeg de aanduiding EBLM J0555-57Ab, omdat deze ster alleen om 57A draait en niet ook om 57B. Het bleek ook dat het om een rode dwerg gaat en dat dit de kleinste waargenomen rode dwerg is. Had de ster kleiner geweest, of als deze kleiner zou worden, dan zou het een bruine dwerg genoemd worden.